# Bitstamp
Bitstamp是一家位于卢森堡的比特币交易所，按交易量统计截至2016年是世界第二大交易所。 该平台经营美元和比特币现货交易，可存入或取出美元、欧元、比特币、莱特币、瑞波币等。

## 历史
Bitstamp由比特社区的名人Nejc Kodrič和Damijan Merlak在2011年8月创办于斯洛文尼亚，2013年1月搬迁至英国，2016年搬迁至卢森堡。

## 服务中断
在2014年2月，由于分布式拒绝服务攻击，Bitstamp暂停了各项提取，比特币杂志报道说有幕后黑客向Kodrič索取75个比特币的赎金，而Kodrič拒绝了这一勒索，理由是公司的基本原则是不与“恐怖分子”达成任何妥协。。通过几日的修复，Bitstamp暂时中止了对部分存在安全隐患可能为网络钓鱼用户的取出请求。
在2015年1月，在遭到黑客攻击被盗19000个比特币后，Bitstamp暂停了服务一周后才重新开放
2018年10月，Bitstamp被比利时的投资公司NXMH收购。
2020年10月，Bitstamp的匹配引擎得到纳斯达克的更新。